# Io Giusy
Io Giusy è un film del 2021 diretto da Nilo Sciarrone.

## Trama
Giusy è una ragazza piena di talento rimasta orfana di madre. Lavora con il padre in un salone per parrucchieri. Sulla sua strada incontra Gianni Russo, un produttore.

## Produzione
Il lungometraggio è stato prevalentemente girato a Napoli.

## Distribuzione
Il film è stato distribuito nelle sale cinematografiche italiane dal 28 ottobre 2021. Successivamente distribuito in streming su Prime Video.